# Ford Fiesta Rally4
El Ford Fiesta Rally4 es un coche de rally desarrollado y construido por M-Sport y Ford Performance según las regulaciones del Grupo FIA Rally4 y diseñado para competir en el cuarto nivel de la pirámide de rallyes. Presentado en 2020, está basado en el Ford Fiesta de carretera y es la versión actualizada del Ford Fiesta R2.

## Historial en la competición
Además de la categoría de apoyo junior del Campeonato Mundial de Rallyes, el coche también es uno de los coches Rally4 disponibles para competir en el Campeonato de Europa de Rallyes.

## Victoria en rallyes

### Campeonatos mundiales

#### Campeonato del Mundo de Rally Junior
Estos son los resultados respectivos:
| Nro. | Año  | Rally                         | Conductor       | Copiloto         |
| ---- | ---- | ----------------------------- | --------------- | ---------------- |
| 1    | 2019 | Rally de Suecia de 2019       | Tom Kristensson | Henrik Appelskog |
| 2    | 2019 | Rally de Córcega de 2019      | Julius Tannert  | Jürgen Heigl     |
| 3    | 2019 | Rally de Cerdeña de 2019      | Jan Solans      | Mauro Barreiro   |
| 4    | 2019 | Rally de Finlandia de 2019    | Tom Kristensson | Henrik Appelskog |
| 5    | 2019 | Rally de Gran Bretaña de 2019 | Jan Solans      | Mauro Barreiro   |
| 6    | 2020 | Rally de Suecia de 2020       | Tom Kristensson | Joakim Sjöberg   |
| 7    | 2020 | Rally de Estonia de 2020      | Mārtiņš Sesks   | Renārs Francis   |
| 8    | 2020 | Rally de Cerdeña de 2020      | Tom Kristensson | Joakim Sjöberg   |
| 9    | 2020 | Rally Monza de 2020           | Tom Kristensson | Joakim Sjöberg   |
| 10   | 2021 | Rally de Croacia de 2021      | Jon Armstrong   | Phil Hall        |
| 11   | 2021 | Rally de Portugal de 2021     | Mārtiņš Sesks   | Renārs Francis   |
| 12   | 2021 | Rally de Estonia de 2021      | Sami Pajari     | Marko Salminen   |
| 13   | 2021 | Rally de Ypres de 2021        | Jon Armstrong   | Phil Hall        |
| 14   | 2021 | Rally Cataluña de 2021        | Sami Pajari     | Marko Salminen   |

### Campeonatos regionales

#### Campeonato europeo de Rally3
Estos son los resultados respectivos:
| Nro. | Año  | Rally                                  | Conductor   | Copiloto         |
| ---- | ---- | -------------------------------------- | ----------- | ---------------- |
| 1    | 2019 | Rally Liepāja                          | Ken Torn    | Kauri Pannas     |
| 2    | 2019 | Rally de Polonia                       | Ken Torn    | Kauri Pannas     |
| 3    | 2019 | Rally di Roma Capitale                 | Ken Torn    | Kauri Pannas     |
| 4    | 2019 | Rally de Hungría                       | Erik Cais   | Jindřiška Žáková |
| 5    | 2020 | Rally di Roma Capitale                 | Ken Torn    | Kauri Pannas     |
| 6    | 2020 | Rally Liepāja                          | Ken Torn    | Kauri Pannas     |
| 7    | 2020 | Rally de Hungría                       | Ken Torn    | Kauri Pannas     |
| 8    | 2020 | Rally Islas Canarias - El Corte Inglés | Ken Torn    | Kauri Pannas     |
| 9    | 2021 | Rally de Polonia                       | Sami Pajari | Enni Mälkönen    |
| 10   | 2021 | Rally de Hungría                       | Sami Pajari | Marko Salminen   |